# Аксёново (Абакановское сельское поселение)
Аксёново — деревня в Череповецком районе Вологодской области.
Входит в состав Абакановского сельского поселения, с точки зрения административно-территориального деления — в Абакановский сельсовет.
Расстояние по автодороге до районного центра Череповца — 38 км, до центра муниципального образования Абаканово — 6 км. Ближайшие населённые пункты — Ганино, Ладыгино, Слабеево, Курцево, Трушнево.
По переписи 2002 года население — 2 человека.